# 飛燕驚龍
《仙鶴神針》，在1958年首次在臺灣連載時名叫《飛燕驚龍》，1960年在香港重新連載時易名為《仙鶴神針》；它是臥龍生創作的武俠小說，為其成名作之一，共48回，約120萬言。小說首於1958年8月在中華民國臺北《大華晚報》連載，是臥龍生第三部小說，並真正完成的第一部作品。由於這小說1961年於香港改編成《仙鶴神針》電影三部曲後極為成功，成為當時十大賣座粵語片的第三名，使《仙鶴神針》的名聲大振。這小說的修訂版名叫《新仙鶴神針》，為臥龍生封筆之作。

## 新舊版名字
1960年香港《武俠世界》及《新報》重新連載《飛燕驚龍》時小說名稱改為《仙鶴神針》，作者轉以「金童」作筆名（當時查良鏞正以「金庸」作筆名在報章連載武俠小說），並更改了大部份角色的名字，例如男女主角的名字由原來的「楊孟寰、朱若蘭」改為「馬君武、白雲飛」。在絕大部分的電影及電視劇中，多使用新書名《仙鶴神針》及角色的「新版名字」，例如：1961年繆康義導演的香港電影《仙鶴神針》、1977年香港佳藝電視的電視劇《仙鶴神針》、1992年香港亞洲電視的電視劇《仙鶴神針》、1993年陳木勝導演的電影《新仙鶴神針》等，均以「馬君武、白雲飛」（而不是「楊孟寰、朱若蘭」）為男女主角的名字。因此，大眾較為認識角色的「新版名字」，所以，在這條目主要會用以「新版名字」為主，部分「舊版名字」會放入括號內作為附註。以下是部分主要角色的新舊版名字。
| 新版名字 | 舊版名字 |
| 馬君武   | 楊孟寰   |
| 白雲飛   | 朱若蘭   |
| 李青鸞   | 沈霞琳   |
| 蘇飛鳳   | 李瑤紅   |
| 藍小蝶   | 趙小蝶   |
| 藍海萍   | 趙海萍   |
| 玄清     | 一陽子   |
| 玉真子   | 慧真子   |
| 蘇鵬海   | 李滄瀾   |
| 曹雄     | 陶玉     |
| 胡南平   | 齊元同   |

## 內容簡介
玄清道人（一陽子）從已被逐的舊徒沈昌（蔡邦雄）手上得到「藏真圖」，該圖隱示武學奇書《歸元秘笈》的藏書處。於是立刻就按圖往括蒼山尋找秘笈，並命令徒兒馬君武（楊孟寰）及李青鸞（沈霞琳）回鄉避禍。各九大門派高手、江湖草莽，以及新崛起的天龍幫因聽到消息而紛紛趕到，將馬君武拉入爭奪秘笈的漩渦中。除了師妹李青鸞外，天龍幫主蘇鵬海（李滄瀾）之女蘇飛鳳（李瑤紅）、騎鶴的神秘女子白雲飛（朱若蘭），先後對馬君武一見鍾情，讓馬君武情路上糾結不已。
玄清道人在括蒼山順利尋得《歸元秘笈》，江湖羣雄隨即群起爭奪，不但秘笈得而復失，玄清的師妹玉真子（慧真子）更因此身中蛇叟的金線毒蛇劇毒。到後來群雄發現玄清道人尋得的只是本「假秘笈」，白忙一場，反而造成了九大門派與天龍幫之間的爭端，天龍幫稱會在三年內邀九大門派比劍。
為救玉真子，玄清道人前往祁連山大覺寺求靈藥「雪參果」，被大覺寺囚禁。李青鸞給仇家擄走後又被截劫，亦輾轉落入大覺寺惡僧手上。馬君武在尋找李青鸞途中，認識了天龍幫香主曹雄（陶玉）。白雲飛對馬君武愛屋及烏，多次相助崑崙派李青鸞、玄清道人等諸人解毒脫困，終於被大覺寺住持靈遠以太陰掌所傷，由馬君武護送回括蒼山療傷。
曹雄情迷李青鸞，對李青鸞癡戀的馬君武因妒生恨。曹雄因有奇遇，得到覺愚大師傳授武功及三音神尼拳譜而武藝大進，決意下手除掉馬君武。馬君武辭別白雲飛後，路上因相救蘇飛鳳，與峨嵋派起了衝突。蘇飛鳳率天龍幫中高人前來援手，但馬君武已身受重傷，曹雄乘機暗下毒手，使馬君武傷勢更深，眾人束手無策。
白雲飛為救馬君武，捲入天龍幫與各大派高手爭奪萬年火龜的風波。白雲飛辛苦在臥虎嶺捉得萬年火龜，竟被師父藍海萍（趙海萍）奪去，只得趕回括蒼山向師父求情，在偶然的情形下明白自己身世與《歸元秘笈》下落。那《歸元秘笈》的真本早就被藍海萍取得，現時在他的女兒藍小蝶（趙小蝶）手中。當時藍小蝶為了身世問題，已尋上括蒼山，因通曉《歸元秘笈》，能治癒馬君武傷勢。
群雄得知藍小蝶身懷秘笈，重回括蒼山爭奪秘笈。曹雄以「化骨消元散」加害馬君武不成，反令師妹蘇飛鳳失身，曹雄帶著偷搶來的《歸元秘笈》墮下萬丈懸崖，生死不明，不知所終。天龍幫與各大派屢次衝突結怨，於是藉機訂下比武的約定。
白雲飛與藍小蝶協助馬君武修習《歸元秘笈》的上乘武功，揚威斷魂崖的英雄大會，蘇鵬海先敗於馬君武，後更被李青鸞一劍刺中前胸，天龍幫五壇基業又被白雲飛燒光，而且幫中大員傷亡慘重，致令其爭霸江湖之雄心盡泯，加上其女兒及夫人的勸告，最後傳諭解散天龍幫，隨夫人而退。
在感情線方面，白雲飛不願再陷情網，只好揮慧劍斬情絲，她代馬君武請求他父母賜婚予李青鸞及蘇飛鳳，於是君武的父母修家書要求君武攜李、蘇二女返回家，最後馬君武「奉父母之命」和李青鸞及蘇飛鳳結合，白雲飛和藍小蝶黯然離開。
作者以各派覬覦《歸元秘笈》而引起一連串的明爭暗鬥；再以一部假秘笈和萬年火龜為餌，交插敘述武林九大門派（代表正派）彼此之間的爾虞我詐，以及天龍幫（代表反派）與九大門派的對立衝突。在故事佈局上，本書以「懷璧其罪」（與真、假《歸元秘笈》有關）的馬君武屢遭險難，卻每獲武林紅妝垂青為書膽（明），又以曹雄之嫉才害能，專與馬君武作對（暗）為反派人物總代表。由是一明一暗交織成章，一波未平，一波又起，極盡波譎雲詭之能事。

## 人物介紹
| 門派   | 名字（舊版名字）   | 簡介 |
|        | 藍海萍（趙海萍）   | 藍小蝶之父、白雲飛之師傅。明孝宗的貼身侍衞，練得一身絕世武功、嗜武如命。                                                                 |
|        | 白雲飛（朱若蘭）   | 蘭黛公主，明武宗與黛妃所生之女，由藍海萍帶出皇宮，並授以絕世武功。她比馬君武年長，曾授馬君武五行迷蹤步。騎仙鶴玄玉，擅米粒打穴神功。     |
|        | 翠蝶               | 藍海萍之妻，因藍海萍沉迷武術而被冷落，之後攜《歸元祕笈》出走，隱居百花谷。練『大般若玄功』時走火入魔。                                   |
|        | 藍小蝶（趙小蝶）   | 藍海萍及翠蝶之女，在百花谷長大，自少熟讀《歸元秘笈》，修練上乘內功「大般若玄功」，能以琵琶音傷人，但從沒練過拳掌功夫。                   |
| 崑崙派 | 馬君武（楊孟寰）   | 師從玄清十二載，已得崑崙派大部真傳。父親馬龍（楊璋）曾任明武宗年間御史。武功：追魂十二劍、十八羅漢掌、五行迷蹤步。                       |
| 崑崙派 | 李青鸞（沈霞琳）   | 李士朗（沈士朗）之女。本來師從悟空大師，後加入崑崙派玉真子門下。                                                                         |
| 崑崙派 | 玄清道人（一陽子） | 崑崙三子中的大師兄，以分光劍法和天罡掌馳名武林。和二師弟都對三師妹有愛意，最後選擇飄然出走，讓師弟接掌門戶。                             |
| 崑崙派 | 通靈道人（玉靈子） | 崑崙三子中的二師兄，對三師妹有愛意，玄清道人出走後，接任崑崙派長門。                                                                     |
| 崑崙派 | 玉真子（慧真子）   | 崑崙三子中的三師妹，最愛大師兄玄清道人，唯三十年好夢難圓。因護秘笈中了蛇叟之金線蛇劇毒。                                                 |
| 崑崙派 | 龍玉冰（童淑貞）   | 玉真子的徒弟。 |
| 崑崙派 | 黃志英             | 通靈道人的徒弟，崑崙派中首座師兄，對龍玉冰有愛意。                                                                                       |
| 崑崙派 | 沈昌（蔡邦雄）     | 外號黑煞手，廿年前因誤傷少林派門人，被玄清道人逐出師門。尋得「藏真圖」後被江南雙怪追蹤擊斃。                                             |
| 天龍幫 | 蘇鵬海（李滄瀾）   | 外號海天一叟，天龍幫幫主。他網羅江湖上無門派之高手，創立天龍幫，與九大門派爭霸。兵器為龍頭拐，擅乾元指。                                 |
| 天龍幫 | 蘇飛鳳（李瑤紅）   | 外號無影女俠，天龍幫幫主之女，輕身飛行術造詣特深。                                                                                       |
| 天龍幫 | 玉簫仙子           | 天龍幫幫主蘇鵬海之妹，兵器為玉簫。為人放蕩不羈，為愛痴狂。                                                                               |
| 天龍幫 | 曹雄（陶玉）       | 外號金環二郎，天龍幫香主，幫主的衣缽弟子，為人奸詐陰險。兵器為金環劍，騎赤雲追風駒。                                                     |
| 天龍幫 | 鄭如龍（尤鴻飛）   | 外號長江神蛟，天龍幫長江總舵。 |
| 天龍幫 | 胡南平（齊元同）   | 外號百步飛鈸，天龍幫紅旗壇壇主，兵器為青鋼日月輪。李青鸞的殺父仇人。被李青鸞所殺。                                                       |
| 天龍幫 | 莫倫（莫倫）       | 外號五毒叟，天龍幫藍旗壇壇主，暗器為蠍尾針，斷臂缺腿。被夏雲峰以馭劍術所殺。                                                             |
| 天龍幫 | 王寒湘（王寒湘）   | 天龍幫黃旗壇壇主，武功絕世，更精通五行奇術和八卦易理，亦是幫中的軍師。因被趙小蝶般若掌擊中，腦力受震，神智迷亂。                         |
| 天龍幫 | 葉榮青（勝一清）   | 外號子母神膽，天龍幫白旗壇壇主，以九環刀作兵器、子母鋼膽作暗器。                                                                         |
| 天龍幫 | 區元發（崔文奇）   | 外號開碑手，天龍幫黑旗壇壇主，兵器為軟索三才鎚。被藍小蝶遙空一掌震斃。                                                                   |
| 天龍幫 | 川中四醜           | 鄂、蜀一帶綠林道上的四個人物，被蘇鵬海折服後，投身天龍幫。四人同被白雲飛御劍殺死。                                                       |
| 天龍幫 | 張才               | 外號水蛇，屬天龍幫長江總分壇，負責南昌三百里內水路上的買賣。                                                                             |
| 少林派 | 天宏大師           | 少林派方丈。 |
| 武當派 | 靜玄道長           | 武當派掌門人。 |
| 華山派 | 杜維笙（聞公泰）   | 外號八臂神翁，華山派掌門人，絕技為彈指金丸，兵器為青竹杖。                                                                               |
| 華山派 | 屠一江             | 外號多臂金剛，杜維笙的師弟。被王寒湘所殺。                                                                                               |
| 點蒼派 | 夏雲峰（馬家宏）   | 外號翻天雁，點蒼派掌門人，點蒼三雁之首。被莫倫以毒掌所殺。                                                                               |
| 點蒼派 | 姚真（廖坤）       | 外號雲中雁，點蒼三雁之一。兵器為吳鉤劍。                                                                                                 |
| 點蒼派 | 聶桂（葉惠）       | 外號追風雁，點蒼三雁之一，兵器為虎尾鞭。                                                                                                 |
| 崆峒派 | 申元通（申元通）   | 外號陰手一判，崆峒派掌門人。追纏玉簫仙子多年。兵器為一對虯龍棒，使三陰掌。                                                               |
| 雪山派 | 滕雷（滕雷）       | 外號白衣神君，雪山派掌門人。被蘇鵬海鐵拐所殺。                                                                                           |
| 雪山派 | 張洛               | 滕雷的師弟。被蘇鵬海所殺。 |
| 雪山派 | 張化               | 滕雷的師弟。被胡南平飛鈸所殺。 |
| 青城派 | 松木道長           | 青城派掌門人。 |
| 峨嵋派 | 超凡（超凡）大師   | 峨嵋派第十三代掌門人，峨嵋四老之一。 |
| 峨嵋派 | 超元大師           | 峨嵋四老之一。 |
| 峨嵋派 | 超塵大師           | 外號銅缽和尚，峨嵋四老之一。 |
| 峨嵋派 | 超慧女尼           | 峨嵋四老之一。 |
| 大覺寺 | 覺愚               | 三十多年前的大覺寺方丈，大覺寺三老之師父。三個徒弟因犯了色戒，怕被責罰，暗中將他挖目斷足，囚於地洞。為曹雄治病及傳授武功後，被曹雄所殺。 |
| 大覺寺 | 靈遠               | 外號神佛，大覺寺三老之一，大覺寺的住持方丈。使百毒掌、太陰氣功。                                                                         |
| 大覺寺 | 靈海               | 外號鐵彌勒，大覺寺三老之一。 |
| 大覺寺 | 靈空               | 外號枯佛，大覺寺三老之一。中了蘇鵬海乾元指後，被川中四醜所擒。                                                                           |
| 大覺寺 | 一明               | 大覺寺第一代弟子，因違寺中戒律，被截去雙腿及以透骨點穴法點了兩穴後，逐出門牆。之後改名通靈禪師，成為大湖山雲霧寺的住持方丈。             |
| 大覺寺 | 一風               | 大覺寺第一代弟子。被玉真子所殺。 |
| 大覺寺 | 一清               | 大覺寺第一代弟子，掌寺中知客之職。被劈掉右臂。                                                                                           |
| 大覺寺 | 一月               | 大覺寺第一代弟子，掌理覺生殿。被靈空誤殺。                                                                                               |
| 大覺寺 | 一雲               | 大覺寺第一代弟子。被胡南平飛鈸所殺。 |
| 大覺寺 | 一雷               | 大覺寺第一代弟子。被葉榮青子母膽所殺。                                                                                                   |
| 大覺寺 | 一電               | 大覺寺第一代弟子。 |
| 大覺寺 | 一閃               | 大覺寺第一代弟子。 |
| 大覺寺 | 元覺               | 大覺寺第二代弟子，係十八高手之一，號稱十八護法羅漢中的伏虎羅漢，兵器為銅鈸鐵筆。                                                         |
|        | 天機（玄機）真人   | 三百年前以空手打敗少林、武當、崑崙、峨嵋、青城五派高手，打消五派論劍決名次的爭執，榮獲「天下武功第一」的尊號。                           |
|        | 三音（三音）神尼   | 三百年前與天機真人比武致兩敗俱傷，二人徹悟後將絕世武學合錄成《歸元秘笈》，並製《藏真圖》隱示。                                           |
|        | 悟空（澄因）大師   | 遮陽寺住持方丈。出家前與李青鸞之母有段情緣，李青鸞父母被殺後，收養李青鸞。武功：十八羅漢掌、二十四式降龍杖法。                           |
|        | 陳葆               | 外號神鷹，原是禁宮的錦衣衛士，被藍海萍帶回白雲峽照顧蘭黛公主，並由公主傳授武功。                                                         |
|        | 陳彪（邱元）       | 外號蛇叟，無門派的草莽，使一對飛龍棒，棒中各藏著一條金線毒蛇。                                                                           |
|        | 招公義（蕭天儀）   | 外號妙手漁隱，蘇飛鳳之乾爹。天下第一奇醫，中了大覺寺靈空的附骨毒針後，隱居於翠石塢。                                                     |
|        | 招月芬（蕭雪君）   | 外號綠鳳凰，招公義之女。 |
|        | 齊大非             | 外號陰陽判官，江南雙怪之一。 |
|        | 呼延海             | 外號勾魂無常，江南雙怪之。 |
|        | 彭秀葦             | 外號三手羅剎，昔日被史天灝毀去面容，希望奪得萬年火龜以恢復容貌。                                                                         |
|        | 周公亮             | 外號南天一鵰，史天灝的結義盟兄。 |
|        | 史天灝             | 外號鐵劍書生，周公亮的結義盟弟。 |
|        | 周奇               | 金陵二虎之一，綠林大盜。與藍海萍同找《歸元祕笈》。                                                                                       |
|        | 康全               | 金陵二虎之一，綠林大盜。與藍海萍同找《歸元祕笈》。                                                                                       |

## 武林九大門派
《仙鶴神針》的「九大門派」所在地多為佛教、道教名山，除武俠小說中常見的少林派、武當派外，尚有華山派、崑崙派、點蒼派、崆峒派、雪山派、青城派與峨嵋派。
| 門派   | 掌門人   | 高手                                 |
| 少林派 | 天宏大師 | 天宏大師                             |
| 武當派 | 靜玄道長 | 靜玄及四大道長                       |
| 華山派 | 杜維笙   | 杜維笙、屠一江                       |
| 崑崙派 | 通靈道人 | 崑崙三子：玄清道人、通靈道人、玉真子 |
| 點蒼派 | 夏雲峰   | 點蒼三雁：夏雲峰、姚真、聶桂         |
| 崆峒派 | 申元通   | 申元通                               |
| 雪山派 | 滕雷     | 滕雷、張洛、張化                     |
| 青城派 | 松木道長 | 松木道長                             |
| 峨嵋派 | 超凡大師 | 峨嵋四老：超凡、超元、超塵、超慧     |

## 人物塑造
在人物塑造方面，臥龍生寫男主角馬君武中看不中用，固然乏善可陳，徹底失敗；但寫其他三名女主角均各擅勝場：如「天使的化身」李青鸞聖潔無瑕，至情至性，處處惹人憐愛；「正義的女神」白雲飛氣質高華，冷若冰霜，凜然不可犯；「無影女」蘇飛鳳則刁蠻任性，甘為情死等等。乃至寫次要人物如「賓中之主」海天一叟蘇鵬海之雄才大略，豪邁氣派；玉簫仙子之放蕩不羈，為愛痴狂；以及八臂神翁聞公泰之老奸巨猾，天龍幫軍師王寒湘之冷傲自負等，亦多有可觀。
小説愛情線涉及男主角馬君武（楊孟寰）與四女（李青鸞（沈霞琳）、白雲飛（朱若蘭）、藍小蝶（趙小蝶）、蘇飛鳳（李瑤紅））之愛情糾纏，此小說保持了卧龍生小説「女強男弱」的一貫風格，唯作者處理男女主角的愛情線時過於粗糙，未能說服讀者為什麼白雲飛、蘇飛鳳、藍小蝶會愛上形象模糊及武功平庸的馬君武。

## 小說回目
全書共五十回：
- 第一回　白衣少女
- 第二回　險谷劍影
- 第三回　八臂神翁
- 第四回　真假秘笈
- 第五回　鄱陽湖邊
- 第六回　孤島漁隱
- 第七回　野道搏殺
- 第八回　客棧奇僧
- 第九回　金環二郎
- 第十回　深山古墓
- 第十一回　玉簫仙子
- 第十二回　燭影搖紅
- 第十三回　大覺三老
- 第十四回　地下怪僧
- 第十五回　不速之客
- 第十六回　隱身奇人
- 第十七回　陰險義弟
- 第十八回　道姑之戀
- 第十九回　師兄師妹
- 第二十回　畸形戀情
- 第二十一回　水上小蝶
- 第二十二回　愛恨之間
- 第二十三回　峨嵋夜戰
- 第二十四回　情敵相遇
- 第二十五回　鐵劍書主
- 第二十六回　委屈求全
- 第二十七回　萬年火龜
- 第二十八回　奇劍奇情
- 第二十九回　主僕關係
- 第三十回　花樹迷陣
- 第三十一回　蘭黛公主
- 第三十二回　天機石府
- 第三十三回　石室秘議
- 第三十四回　幫主嬌女
- 第三十五回　殺機四伏
- 第三十六回　脣槍舌戰
- 第三十七回　女傑縱情
- 第三十八回　峨嵋老僧
- 第三十九回　父女情深
- 第四十回　密林陷阱
- 第四十一回　五派聯手
- 第四十二回　翻雲覆雨
- 第四十三回　攜手少女
- 第四十四回　特殊傳授
- 第四十五回　真情女魔
- 第四十六回　群雄聚會
- 第四十七回　英俊後輩
- 第四十八回　斷魂崖下
- 第四十九回　奇花異樹
- 第五十回　麗人遠行

## 小說的影響
這小說發表後，大受讀者歡迎，使臥龍生成為台灣重要的武俠小說作家。
這小說1961年於香港改編成電影《仙鶴神針》，大受歡迎，成為當時十大賣座粵語片的第三名。發行人羅斌甚至將其電影公司改名為「仙鶴港聯」。
臥龍生於這小說中首先提出「武林九大門派」（代表武林中的名門正派）的名稱，並大力渲染「爭奪武林秘笈」、「爭霸江湖大會戰」等情節，這些創新的觀念和情節，對武俠小說產生極深遠的影響，此後一再為其他作家沿用，「武林正派與邪派之爭」、「爭奪武林秘笈」、「各派爭霸大會」等情節成為武俠小說的常見模式。

## 續集：《風雨燕歸來》
此小說發表約三年後，作者臥龍生再寫此小說的續集《風雨燕歸來》，書中角色使用「舊版名字」。續集交代金環二郎跳下萬丈懸崖後並未死去，而且已練成《歸元祕笈》上所載武功，五年後重出江湖，為惡世間，勾結天竺國師禍患江湖，妄圖成為武林霸主，在江湖上再次掀起風波。
寫續集對臥龍生來說是少見的，但最後又犯了後繼無力、力不從心的毛病，再次找人代筆，草草了事，因此續集屬狗尾續貂之作。
愛情線方面，在《風雨燕歸來》的結局，楊孟寰的妻子李瑤紅以楊母的手諭「紅兒代娘行命，吾兒得依從」，要求楊孟寰娶朱若蘭為妻，而自己及沈霞琳由妻降妾，再納趙小蝶為妾；最後楊孟寰「奉母親之命」娶得一妻三妾。

## 修訂版：《新仙鶴神針》
此小說發表約二十多年後，臥龍生作出重新修訂，作為他的封筆之作，修訂版小說名為《新仙鶴神針》，書中角色使用「新版名字」，當中不包括《風雨燕歸來》的內容。以下是《新仙鶴神針》的主要改動：

### 章節與篇幅
- 原版小說分為五十回，共約80萬字。

- 修訂版小說分為二十章，共約55萬字，共刪減三成多的文字。以下為修訂版的章節：

- 第一章　祕笈現江湖　劫運揭序幕
- 第二章　俠門憶情愁　深谷驚絕藝
- 第三章　巧施回春手　夜傳迷蹤步
- 第四章　俠僧隱幽洞　神駒越千嶺
- 第五章　明心現麗影　留字訴衷曲
- 第六章　初試馭劍術　巧破百毒掌
- 第七章　賊子心歹毒　玉女情最癡
- 第八章　雲飛救青鸞　龍女救曹雄
- 第九章　龍玉冰失足　蘇飛鳳癡情
- 第十章　初試玉琵琶　猝見歸元笈
- 第十一章　生死見真情　兩女護君武
- 第十二章　誤入臥虎嶺　株守萬年龜
- 第十三章　靈龜得復失　群雄詭又詐
- 第十四章　荒峽琵琶引　禁宮翠蝶夢
- 第十五章　藍衛話往事　小蝶通神功
- 第十六章　仁心蹈陷阱　歹徒盜祕笈
- 第十七章　山雨風滿樓　浪誦江湖險
- 第十八章　逼服化骨散　苦心遭誤解
- 第十九章　群雄爭祕笈　決戰白雲峽
- 第二十章　鸞鳴鳳殘江湖了恩怨　蝶逝雲散情天懾鑄長恨

### 天龍幫與各大門派的大戰
- 在原版小說中，天龍幫因爭奪《歸元秘笈》等事屢次與九大門派衝突結怨，於是藉機請九大門派於黔北斷魂崖參加「英雄大會」比武，以決定十派（九大門派及天龍幫）的排名。九大門派都有到斷魂崖參加「英雄大會」，當中少林寺人數最多，有十九人，其他各大門派大都是四至六人，點蒼派人數最少，只有掌門一人參加。在比武中少林派天宏方丈主持九大門派全局。天龍幫與九大門派激戰的戰場先是斷魂崖的山峰上，跟是鐵索吊橋及三條山谷之中。大戰中，天龍幫傷亡近百，華山及雪山兩派掌門人重創，武當派除靜玄外四大道長傷亡殆盡。[2]

- 在修訂版中，天龍幫本來打算邀請九大門派到天龍幫總壇比劍，不料因爭奪《歸元秘笈》崑崙、華山、雪山、點蒼、峨嵋五大門派和天龍幫在括蒼山白雲峽相遇，天龍幫決定當下和五大門派一決勝負。在比武中點蒼派掌門夏雲峰主持五大門派全局。最後雪山派中的精英全數毀此一戰中，點蒼派也全部崩潰，除名於九大門派之外。少林、武當、崆峒、青城四派並未參與此大戰。[3]

### 蘇飛鳳斷臂的原因
- 在原版小說中，曹雄搶奪《歸元秘笈》時，以金環劍斬斷蘇飛鳳的左臂。[2]

- 在修訂版中，馬君武為掌門通靈道人報仇而揮劍劈向蘇鵬海，蘇飛鳳伸手救父，被馬君武誤斷左臂。[4]

### 蘇鵬海的結局
- 在原版小說中，白雲飛與藍小蝶協助馬君武修習《歸元秘笈》的上乘武功，揚威斷魂崖的英雄大會，蘇鵬海先敗於馬君武，後更被李青鸞一劍刺中前胸，天龍幫五壇基業又被白雲飛燒光，而且幫中大員傷亡慘重，致令其爭霸江湖之雄心盡泯，加上其女兒及夫人的勸告，最後傳諭解散天龍幫，隨夫人而退。[5]

- 在修訂版中，蘇鵬海的愛女救自己而斷臂，之後玄清道人要求馬君武照顧其女一生，白雲飛勸蘇鵬海別再追究，蘇鵬海長歎一聲，轉身緩步而去。[4]

### 《歸元秘笈》的下落
- 在原版小說中，曹雄帶著搶到的《歸元秘笈》，猛然一個翻滾，直向萬丈絕壑之外落去。[2]

- 在修訂版中，曹雄和藍小蝶爭奪《歸元秘笈》時，將祕笈撕成兩半。曹雄跌落深谷時，手中的半部《歸元秘笈》脫手飄散，散落在深谷中。藍小蝶搶回的半部《歸元秘笈》交與馬君武，馬君武將它撕成碎片，搓成粉屑，投入谷中。[4]

### 一男四女的感情線結局
- 在原版小說的結局，白雲飛最後從懷中取出一封家書給馬君武，原來白雲飛已請求馬君武父母賜婚予李青鸞及蘇飛鳳，於是馬的父母修家書要求馬攜李、蘇二女返回水月山莊。最後馬君武「奉父母之命」和李青鸞及蘇飛鳳結合。[5]

- 在修訂版的結局，蘇飛鳳因救父而被馬君武誤斷左臂，於是師傅玄清道人要求馬君武照顧蘇飛鳳一生，白雲飛拉著藍小蝶飛奔而去。最後馬君武「奉師傅之命」和李青鸞及蘇飛鳳結合。[4]

## 影視改編
《仙鶴神針》連載後期曾改編爲同名電影及電視劇，除了中國電視公司1985年的電視劇《飛燕驚龍》外，所有作品都以《仙鶴神針》為名，而且角色都使用「新版名字」。

### 電影

#### 《仙鶴神針》（共三集，1961-1962年）
《仙鶴神針》（1961-1962年，共三集電影：《仙鶴神針》、《仙鶴神針（續集）》、《仙鶴神針（大結局）》），由繆康義導演，演員包括：四女鄧碧雲（飾 白雲飛）、于素秋（飾 蘇飛鳳）、陳好逑（飾 李青鸞）及李紅（飾 藍小蝶），林家聲（飾 馬君武）、劉亮華（飾 玉簫仙子）、林蛟（飾 曹雄）、張生（飾 藍海萍）、陳惠瑜（飾 玉真子）、邵漢生（飾 靈通道人）、駱恭（飾 蘇明海）、何少雄（飾 天宏大師）、楊業宏（飾 玄清道人）、西瓜刨（飾 申元通）、陳立品（飾 三手羅剎）、劉克宣（飾 王寒湘）、關正良（飾 胡南平）、劉家良（飾 區元發）等。《仙鶴神針（大結局）》是1962年十大賣座粵語片的第三名。

#### 《仙鶴神針新傳》（共兩集，1962-1963年）
《仙鶴神針新傳上集》（1962年）及《仙鶴神針新傳下集》（1963年），由繆康義導演，演員包括：曹達華（飾 藍海萍）、鳳凰女（飾 翠蝶）、陳寶珠（飾 白雲飛）、駱恭（飾 蘇明海）、石堅（飾 劉德標）、半日安（飾 正德皇帝）、李香琴（飾 幽妃）、西瓜刨（飾 陳葆）、司馬華龍（飾 天機真人）、容玉意（飾 三音神尼）等。這兩集電影屬於《仙鶴神針》的前傳，主要內容講述藍海萍和翠蝶的故事：藍海萍帶翠蝶和白雲飛（即蘭黛公主）離開皇宮，隱居括蒼山埋首秘笈習武。後來海萍欲替翠蝶取回宮中琵琶解悶，卻為劉德標所傷。藍海萍遲遲未返，翠蝶翻閱秘笈樂譜以解寂寞，竟參透神功。之後海萍攜琵琶返回，翠蝶運功彈奏，兩人終成夫妻之禮，但其後翠蝶被怨破其童子之身，致神功不成。珠胎暗結的翠蝶憤而攜秘笈出走，途中遇劉德標，藍海萍誤會二人有私，即大打出手。翠蝶輾轉為仙鶴所救，海萍及雲飛入宮尋翠蝶，不料被困火雷陣，幸翠蝶乘仙鶴而至, 以音波功殺劉德標，海萍翠蝶夫婦終釋前嫌，與雲飛同返括蒼山。

#### 《新仙鶴神針》（1993年）
《新仙鶴神針》，1993年，導演陳木勝，演員包括：梁朝偉（飾 馬君武）、梅豔芳（飾 白雲飛）、關之琳（飾 藍小蝶）、徐少強（飾 藍海萍）、張鐵林（飾 曹雄）、劉松仁（飾 一陽子）等。

### 電視劇

#### 《仙鶴神針》（1977年）
《仙鶴神針》，1977年，香港佳藝電視，是第一次將臥龍生小說改編拍攝為電視連續劇，演員包括：羅樂林（飾 馬君武）、馬海倫（飾 白雲飛）、覃恩美（飾 李青鸞）、林巧兒（飾 藍小蝶）、陳玉薇（飾 蘇飛鳳）、秦沛（飾 曹雄）、楊盼盼（飾 龍玉冰）、鄭裕玲（飾 雲蘿公主）、李通明、元秋（飾 玉簫仙子）等。主題曲由關正傑、華娃主唱，1993年香港再度拍攝電影《新仙鶴神針》即借用了這首歌。

#### 《飛燕驚龍》（1985年）
《飛燕驚龍》，1985年，於臺灣的中國電視公司播放，周遊與李朝永製作。演員包括：爾冬陞（飾 楊夢寰）、施思（飾 朱若蘭）等。這是極少數以《飛燕驚龍》（而非《仙鶴神針》）為名及角色使用「舊版名字」的影視作品，它並將楊夢寰及朱若蘭的感情線作了較大的改動。

#### 《仙鶴神針》（1989年）
《仙鶴神針》，1989年，香港亞洲電視，監製李元科，演員包括：唐品昌（飾 馬君武）、符鈺晶（飾 白雲飛）、葉玉萍（飾 蘇飛鳳）、龐秋雁（飾 李青鸞）、陳佩珊（飾 龍玉冰）、張振華（飾 曹雄）、陳靖允（飾 蕭天梅）等。

#### 《仙鶴神針》（1992年）
《仙鶴神針》，1992年，香港亞洲電視，監製蕭笙，演員包括：鄧浩光（飾 馬君武）、麥麗虹（飾 白雲飛）、楊玉梅（飾 李青鸞）、翁虹（飾 蘇飛鳳）、米雪（飾 藍夫人）、劉丹（飾 蘇鵬海）等。